# Брунетская операция
Брунетская операция или Битва при Брунете (исп. Batalla de Brunete) — операция, проводившаяся войсками республиканской армии в 24 км к западу от Мадрида с 6 по 25 июля 1937 года во время гражданской войны. Была попыткой командования республиканцев снизить давление националистов на столицу и к северу от неё. Несмотря на успешное начало, войска республики понесли большие потери и были вынуждены оставить занятое Брунете.

## Военно-оперативная ситуация
После падения Бильбао 19 июня республиканцы подготовили атаку на Брунете, чтобы отвлечь силы националистов с северных частей страны и получить время для перегруппировки собственных. Кроме этого Брунете был выбран в качестве цели ещё потому, что он находился на эстремадурской дороге. Захват которой бы осложнил снабжение частей националистов осаждавших Мадрид.
С политической точки зрения, брунетское наступление продемонстрировало бы Советскому Союзу, что испанские коммунисты по-прежнему владеют военной инициативой. Хотя в действительности советские советники настаивали на атаке на Брунете ещё с весны 1937 года.
Более того, объёмы поставок из СССР снижались из-за успешной блокады республиканских портов националистами. В таких условиях премьер-министр Хуа́н Негри́н пытался убедить французского премьера Камиль Шотана, в том что Испанская Республика всё ещё способна сопротивляться, несмотря на сокрушительные поражения под Малагой и Бильбао. Как ожидалось эта демонстрация силы под Брунете убедила бы Францию открыть свою границу для поставок оружия.

## Силы сторон
Республиканцы
Генерал Миаха командовал двумя корпусами общей численностью более 50 000 человек, более 136 орудий, более 128 танков, 40 бронеавтомобилей и более 140 самолётов;
- 5-й стрелковый корпус под командованием полковника Хуана Модесто:
  - 11-я дивизия (под командованием Энрике Листера),
  - 35-я дивизия (под командованием генерала Вальтера),
  - 46-я дивизия (под командованием Эль Кампесино);

- 18-й стрелковый корпус под командованием первоначально полковника Энрике Хурадо в дальнейшем Сегизмундо Касадо:
  - 10-я дивизия (под командованием майора Хосе Мария Энсисо),
  - 15-я дивизия (под командованием полковника Яноша Гал Галича),
  - 34-я дивизия (под командованием полковника Франсиско Галана);

В резерве находились 14-я дивизия Сиприано Меры, 45-я дивизия генерала Клебера и 69-я дивизия Густаво Дорана.
Националисты
Республиканцам противостояла Центральная Армия под командованием генерала Андреса Саликет Зумета. Хотя, общее руководство сражением осуществлял генерал Хосе Варела;
- 7-й стрелковый корпус генерала Варелы состоял из:
  - 71-я дивизия (под командованием полковника Рикардо Серрадор Сантеса). В ней было много фалангистов[3] и приблизительно 1000 марокканцев[2];
- 1-й стрелковый корпус полковника Хуана Ягуэ включал в себя:
  - 11-я дивизия (под командованием генерала Хосе Ируретагоена Сольчаги),
  - 12-я дивизия (под командованием генерала Карлоса Асенсио Кабанильяса),
  - 13-я дивизия (под командованием генерала Фернандо Баррон Ортиса),
  - 14-я дивизия, (под командованием полковника Хуана Ягуэ);

Всего более 55 000 человек, примерно 300 орудий и 100 танков и около 100 самолётов.

## Республиканское наступление

### 6 июля

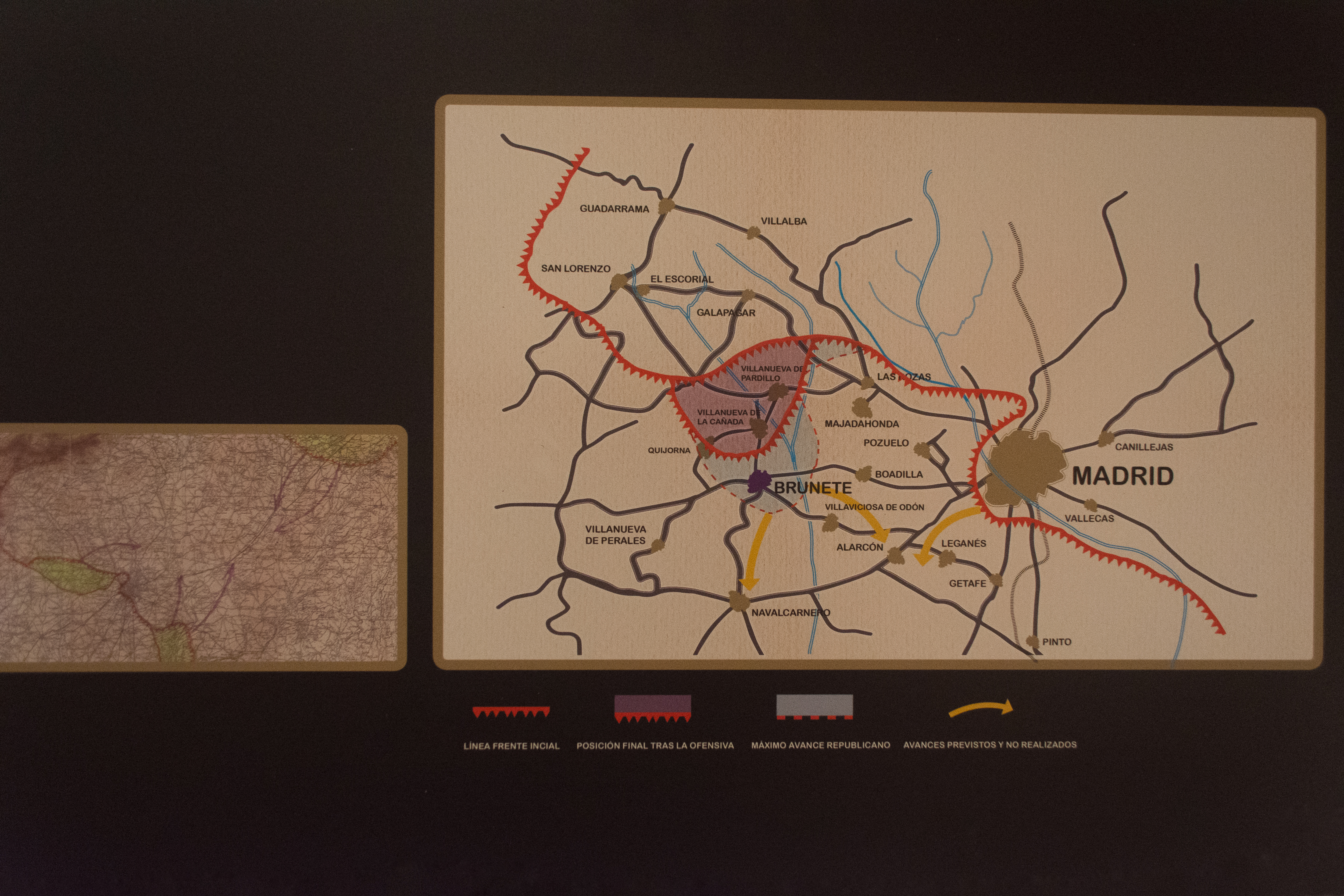
Схемы битвы под Брунете и общая фронта у Мадрида

На рассвете 6 июля республиканцы начали атаки при поддержке авиации позиций занимаемых 71-й дивизией националистов. 11-я дивизия республиканцев под командованием Листера продвинулась на 10 километров и окружила Брунете. Силы националистов были застигнуты врасплох и к 7 часам 30 минутам город пал.
Однако, 34-я и 46-я дивизии республиканцев, шедшие по флангам дивизии Листера столкнулись с ожесточенным сопротивлением националистов, что заставило Листера приостановить своё движение к югу от Брунете.
Националисты передали общее командование сражением генералу Вареле. К полудню месту событий прибыло подкрепление в виде 12-й, 13-й и 150-й дивизии совместно с легионом «Кондор» и тяжёлой артиллерией.

### 7 июля
15-я дивизия полковника Хурадо зашла в тупик в районе Вильянуэва-де-ла-Каньяда, но британский батальон всё же смог занять деревню к 7 часам утра 7 июля. В то время как соседние населённые пункты Вильянуэва-дель-Пардильо и Вильяфранка-дель-Кастильо остались за националистами.
Чтобы позволить 15-й дивизии 'Гала' продолжить движение на Боадилью на левом фланге республиканцев, 10-я дивизия Энсисо атаковала позиции 12-й дивизии франкистов укрепившихся на холмах Моча. Националисты были отброшены и вынуждены были оставить холмы около Боадильи.
К франкистам прибыло подкрепление — 31 батальон и 9 батарей.

### 8 — 9 июля
8 июля, форсировав реку Гвадаррама, силы 15-й дивизии в течение двух следующих дней штурмовали вновь созданные позиции 12-й дивизии Асенсио Кабанильяса. Все атаки были отбиты.
Атака республиканцев Листера по правому флангу достигла деревни Кихорна. Модесто отдал приказ 35-й дивизии оказать поддержку 46-й дивизии «Эль Кампесино». Первоначальной целью 35-й дивизии было содействие атаке Листера по центру, без которого продвижение 11-й дивизии замедлилось. Но к утру 9 июля Кихорна была всё же взята.

### 10 — 11 июля
К этому моменту Вильяфранка-дель-Кастильо была уже медленно окружена силами 10-й дивизии Энсисо и 45-й дивизии Клебера. Полковник Хурадо подготовил план её штурма на 11 июля, но потом почувствовал себя плохо и был заменён на полковника Касадо. Ссылаясь на низкую мораль и переутомлённость в войсках Касадо отменил атаку. Но генерал Миаха приказал атаковать согласно утверждённому ранее плану. В это время генерал Варела послал на выручку гарнизону осажденной деревни 5-ю наваррскую бригаду. Прибытие наваррцев изменило баланс сил в пользу националистов, заставив республиканцев покинуть свои позиции и откатиться назад за реку Гвадаррама.
Успехом республиканцев стал захват 11 июля Вильянуэва-дель-Пардильо 12-й бригадой интернационалистов из 69-й дивизии Дорана.

### 12 — 17 июля
Республиканское наступление полностью остановлено и 15 июля поступил приказ прекратить атаки. К этому моменту республиканцы уже удерживали Брунете и перерезали эстремадурскую дорогу. Майор Джордж Натан из 15 Интернациональной Бригады был убит осколками разорвавшейся бомбы. Националисты, предупреждая изоляцию своих частей осаждавших Мадрид, получили подкрепления и готовились перейти в конратаку. Республиканцы окопались и готовились её встретить.

## Контратака националистов

### 18 — 23 июля
Контратака националистов была запланирована генералом Варелой на 18 июля, к первой годовщине с начала испанской гражданской войны. Республиканцы были хорошо об этом осведомлены и поэтому три следующих попытки прорыва националистов не дали каких-либо результатов вплоть до 23 июля.

### 24 июля
Наконец к 24-му июля националисты смогли сосредоточить силы достаточные для прорыва. 13-я дивизия генерала Баррона при поддержке немецких танков прорвали центр обороны республиканцев, практически выбив 11-ю дивизию из Брунете. К вечеру республиканцы ещё смогли закрепиться на окраине города в районе кладбища.

### 25 июля
Попытки 14-й дивизии Сиприано Меры контратаковать Брунете были отражены и части 11-й дивизии Листера покинули кладбище. Франко приказал Вареле прекратить преследование, чтобы перегруппировать силы, переместив их на более важные на тот момент участки фронта на север, под Сантандер.

## Итоги и последствия

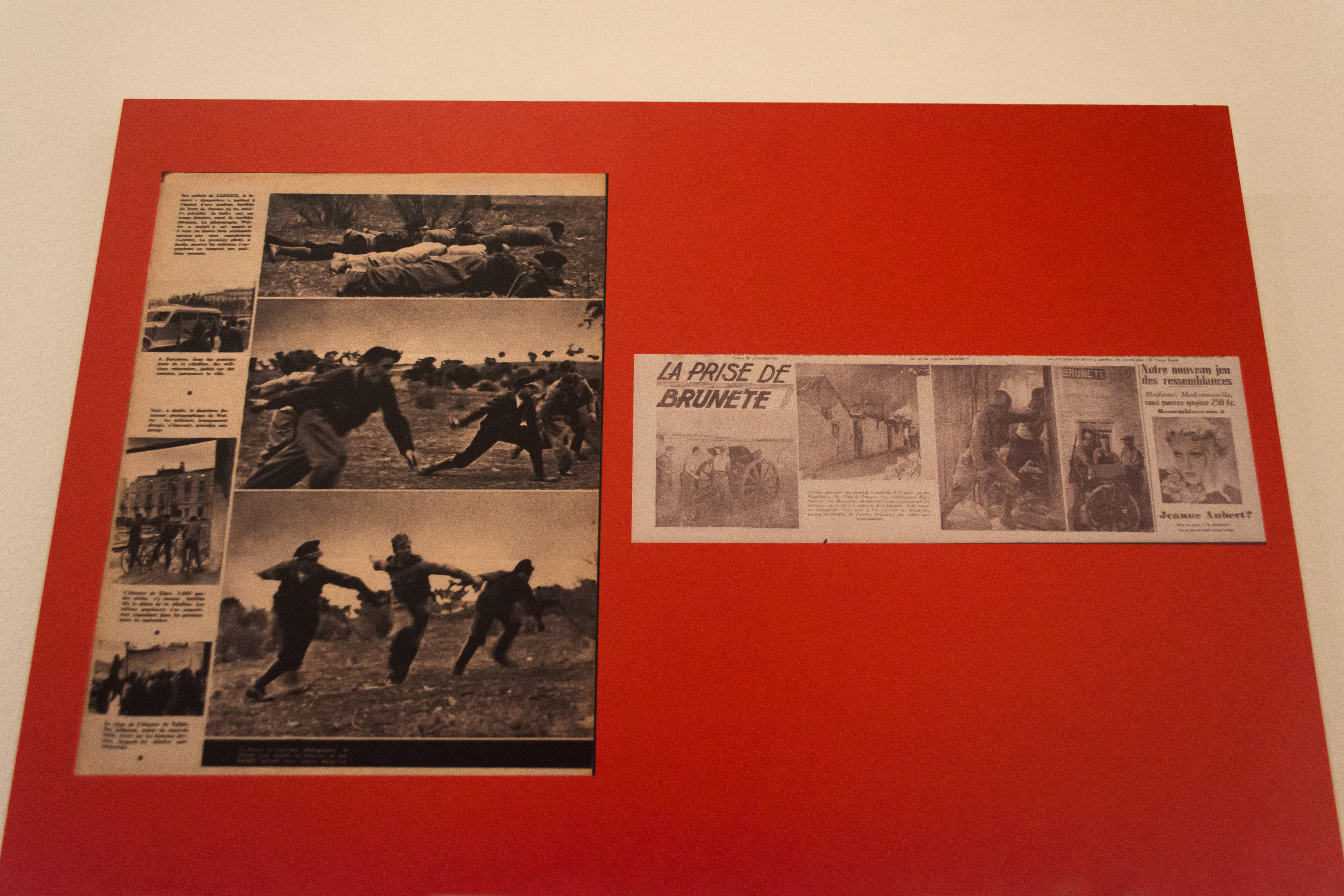
10 фотографий из 11 битвы у Брунете

К концу битвы республиканцы так и не смогли перерезать эстремадурскую дорогу, но всё же удержали захваченные деревни (Вильянуэва-де-ла-Каньяда, Кихорна, Вильянуэва-дель-Пардильо). С этой точки зрения обе стороны могли заявлять о своей победе.
С другой стороны республиканцы понесли гораздо большие потери в людях и технике чем националисты — 25 000 убитых и примерно в 100 сбитых самолётов против 23 самолётов и около 10 000 человек у националистов. Погибло много бойцов Интербригад, потери в технике — трудновосполнимы. Это позволяет расценивать битву при Брунете, как стратегическую победу националистов.
Престиж коммунистов был также подорван — наступление националистов на севере страны остановлено не было. А дальнейшая дестабилизация положения республиканцев вызвало вспышки неподчинения среди Интербригад, не желавших проливать кровь попусту. Интербригадовцев пришлось спешно отправить в тыл «на переобучение», которое, помимо всего прочего, включало и репрессии.
Эффективная и своевременная поддержка легиона «Кондор» в условиях неистовых атак противника была высоко оценена националистами. Что только сблизило обе страны и создало в дальнейшем режим наибольшего содействия с Германией.